# Páll Árpád (közgazdász)
Páll Árpád (Türkös, 1923. július 12. –) közgazdász, jogász, szakíró.

## Életpályája
Négy osztályt a hosszúfalusi polgári iskolában végzett (1931–34), majd a brassói Római Katolikus Fiúgimnáziumban folytatta és a kolozsvári Református Kollégiumban fejezte be középiskolai tanulmányait (1944). 1947-től a Bolyai Tudományegyetem Jogi, majd Közgazdasági Karának hallgatója (1947–53). Egyetemi hallgatóként (1947–48) a Szövetség szövetkezeti központjában, Kolozsváron dolgozik, majd (1949–55) a helyi Városgazdálkodási Hivatal (IOGCC, ILIC) közgazdásza. 1965–78 között előadótanár a Babeș-Bolyai Egyetemen s óraadó a Gheorghe Dima Zenekonzervatóriumban. Ugyanakkor (1955–83) a tartományi, majd megyei Pártkabinet munkatársa.

## Munkássága
Első, közgazdasági tárgyú írásait a Szövetség gazdasági szaklapja, a Szövetkezeti Értesítő közli (1948), amelynek ez időben szerkesztőségi munkatársa is. Későbbi szaktanulmányait román nyelven, szakkiadványokban és -folyóiratokban jelenteti meg: Factorii intenzivi în dezvoltarea economică a României Socialiste [Intenzív tényezők a szocialista Románia gazdasági fejlődésében]. Buletin de Informare și Documentare; Unele probleme ale conducerii industriei [Az ipar vezetésének egyes problémái] a Politică, știință, conducere című kötetben (Kolozsvár 1972); Direcții majore de acțiune ale propagandei de partid pentru asigurarea unui înalt ritm de creștere a producției în vederea realizării cincinalului [A pártpropaganda fő cselekvési irányai az ötéves terv teljesítésének biztosításáért] 1973; Realizarea produției nete, obiectiv însemnat în activitatea economică și politică a întreprinderilor industriale [A nettó termelés biztosítása, az ipari termelőegységek gazdasági és politikai tevékenységének fontos célkitűzése] 1974; Valorificarea superioară a resurselor naturale și materiilor prime [A természeti erőforrások és a nyersanyagok magasfokú hasznosítása] 1974.